# Лас-Посас
Лас-Посас (Лас-Позас; англ. Las Pozas) — садово-паркова зона в Мексиці, яка була створена англійським меценатом, покровителем сюрреалістичного напряму в мистецтві — Едвардом Джеймсом. Займає площу понад 32 гектари, лежить на висоті 610 м над рівнем моря в субтропічному скелястому лісі на схилі гори Сьєрра-Мадре.

## Історія
На початку 1940-х років Джеймс вирушив з Англії в США, почавши свій візит з художньої колонії в Таосі, Нью-Мексико. Потім він відвідав Лос-Анджелес, Каліфорнія, де у нього виникла ідея створення саду, подібно Едемському. Але він зрозумів, що в переповненій і індустріальній Каліфорнії це малоймовірно. у 1941 році його знайома художниця стилю магічний реалізм — Бріджет Тіченор порадила Едварду пошукати таке місце в сюрреалістичних місцях Мексики, де можна було б висловити свої езотеричні інтереси. У місті Куернавака він найняв гіда —  Plutarco Gastelum, і в листопаді 1945 року поряд з містечком Хілітла вони знайшли прийнятне для парку місце. Цікаво, що гід англійця одружився з місцевою жінкою й мав чотирьох дітей, які згодом називали Джеймса «дядьком Едвардом». Джеймс часто зупинявся в їхньому будинку, побудованому з бетону в псевдоготичному стилі, нині це готель La Posada El Castillo.
У період між 1945 і 1965 роками Едвард Джеймс, живучи в цих місцях, побудував тут десятки сюрреалістичних бетонних конструкцій, деякі з них мали власні імена. Доріжки в парку складаються зі східців, пандусів, мостів та вузьких звивистих стежинок, які перетинають стрімкі природні скелі. Джеймс доповнював парк новими спорудами і в наступні роки, не закінчивши свій проект; він помер від інсульту в 1984 році в Сан-Ремо. На будівництво цього паркового комплексу було витрачено понад 5 млн доларів. Для цього Джеймсу довелося продати частину своєї колекції сюрреалістичного мистецтва на аукціоні.
Влітку 2007 року фонд Fundación Pedro y Elena Hernández, компанія Cemex (найбільший виробник цементу в світі) і уряд штату Сан-Луїс-Потосі зібрали 2,2 млн доларів і створили фонд Fondo Xilitla, який опікувався питаннями збереження і відновлення цього унікального парку.

## Режим роботи

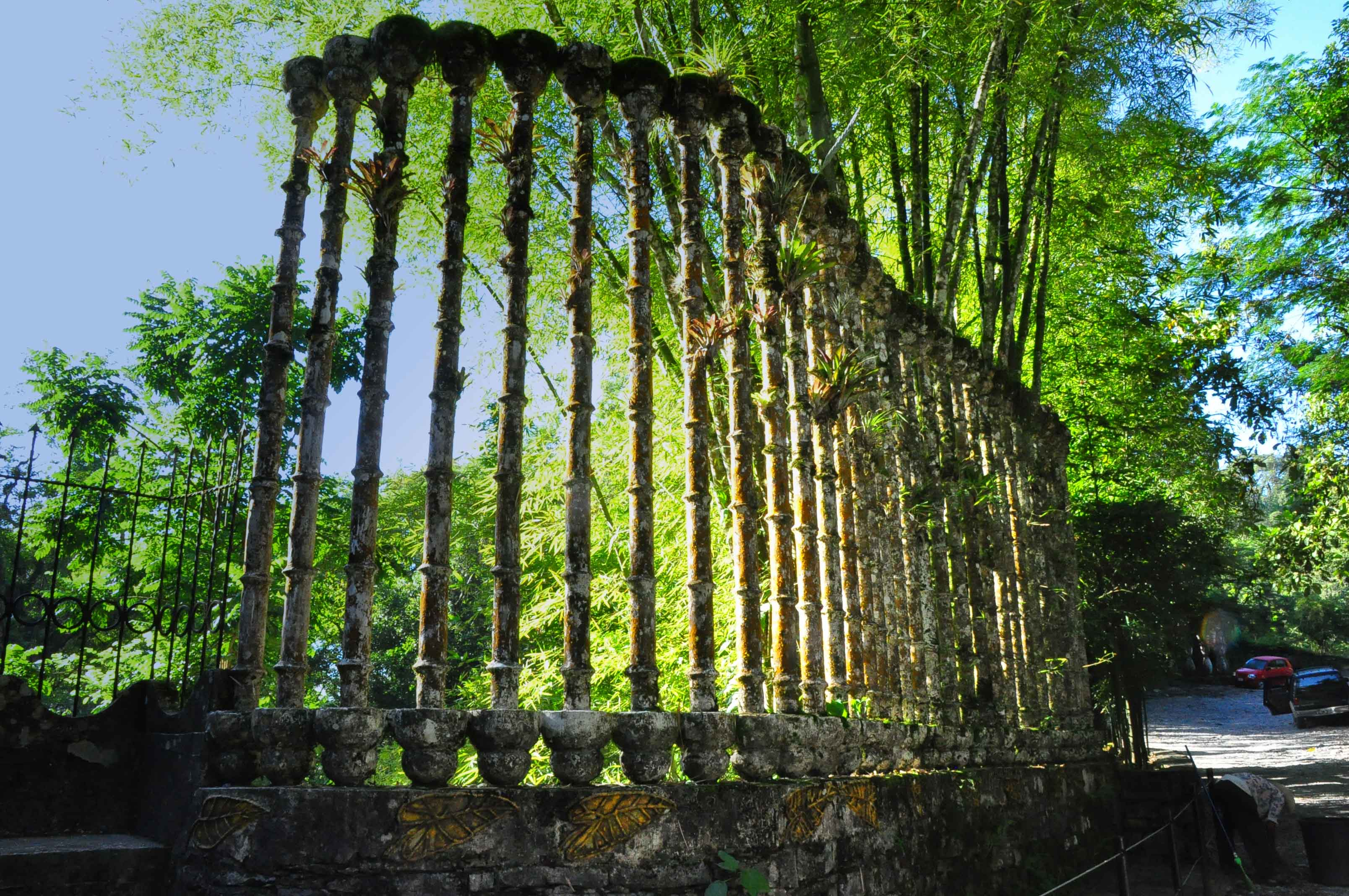
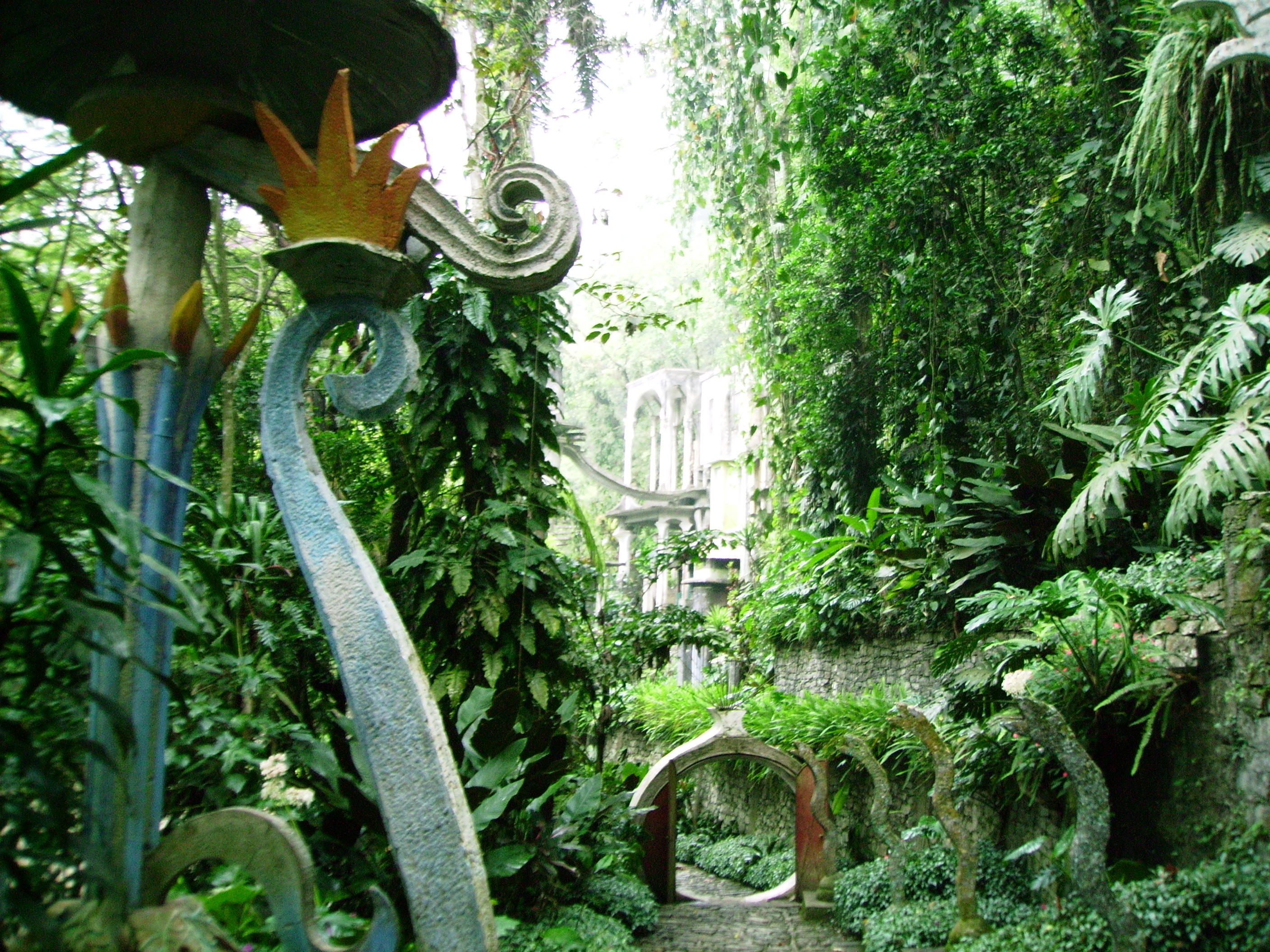
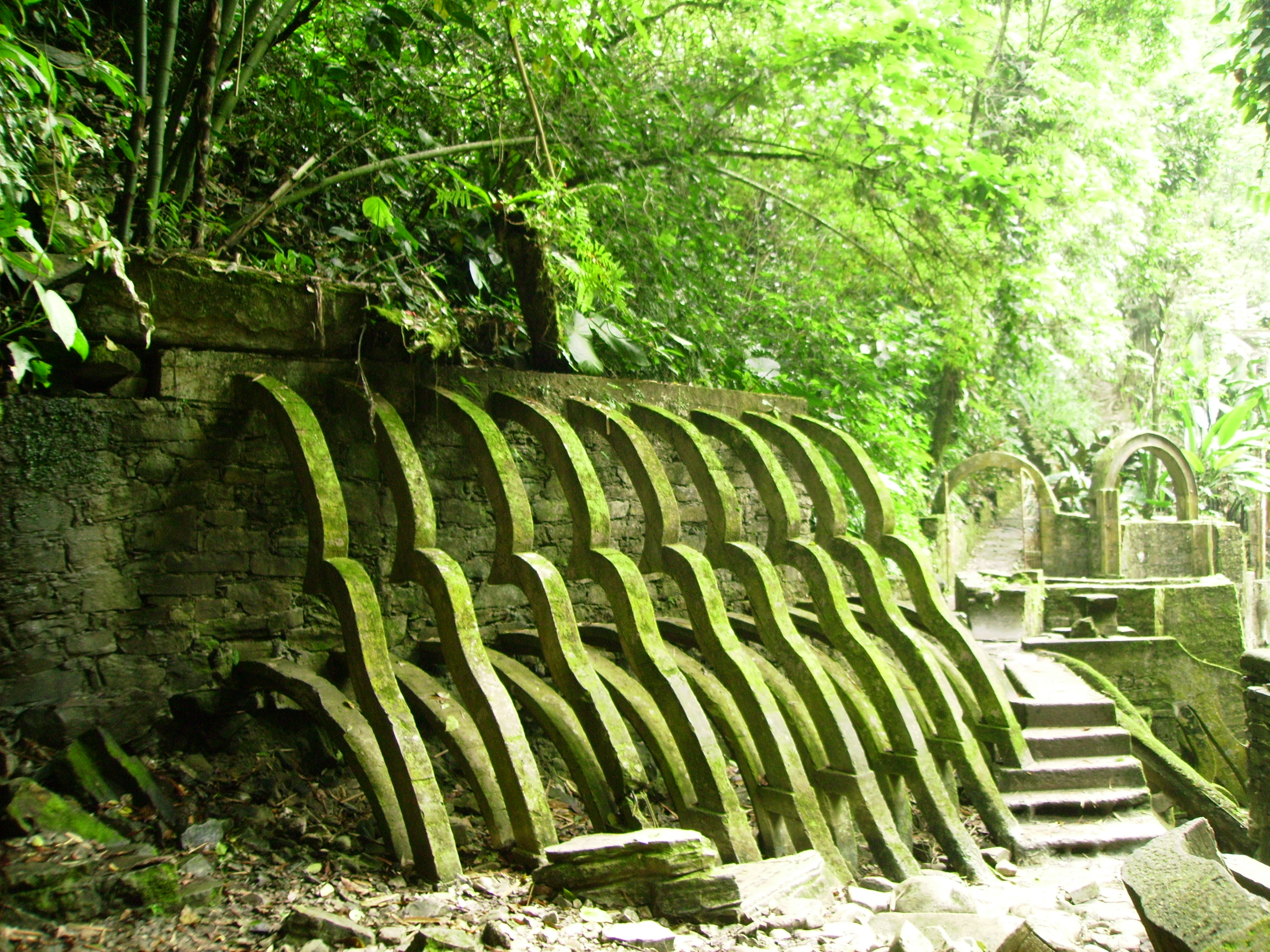
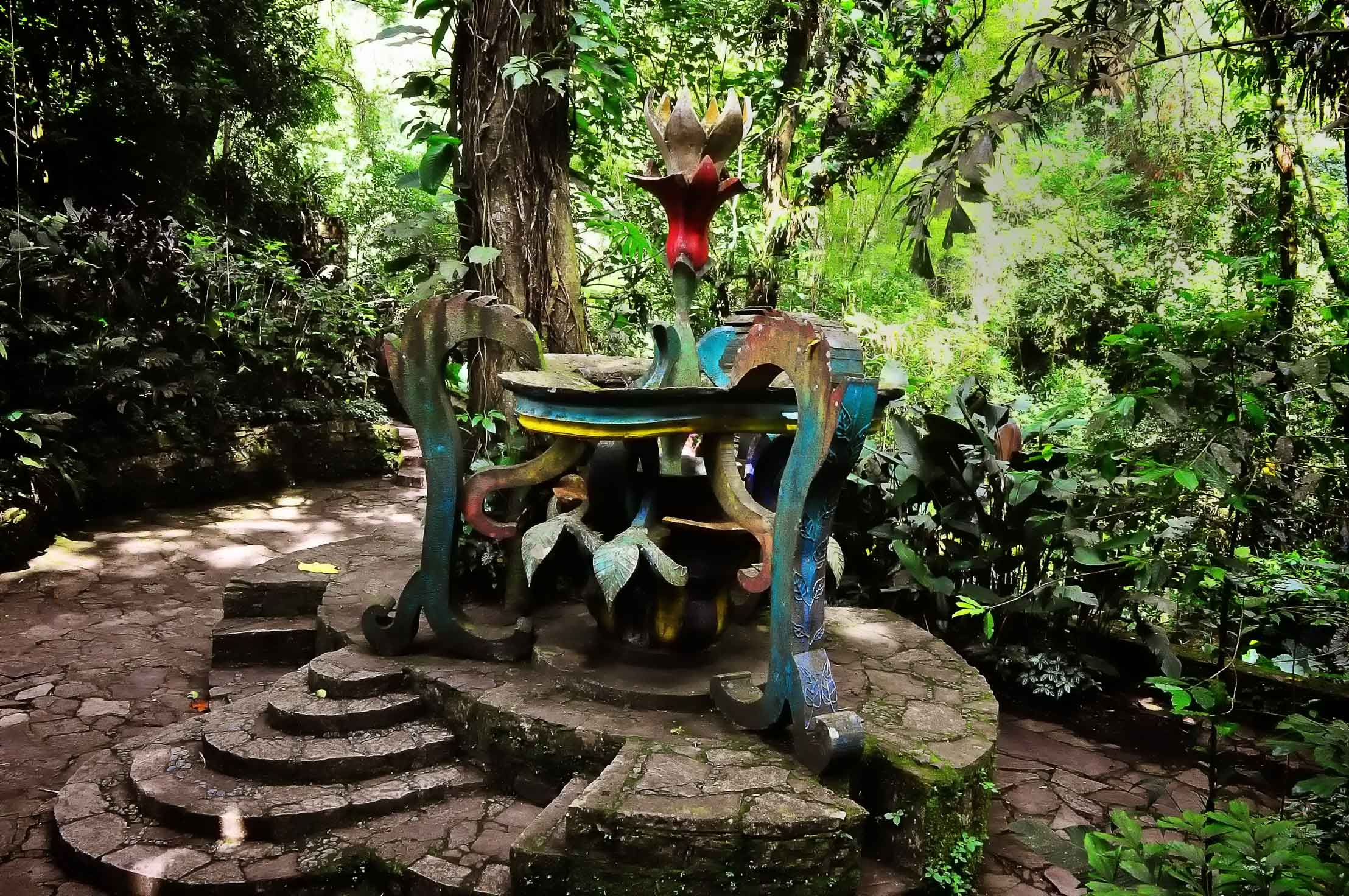
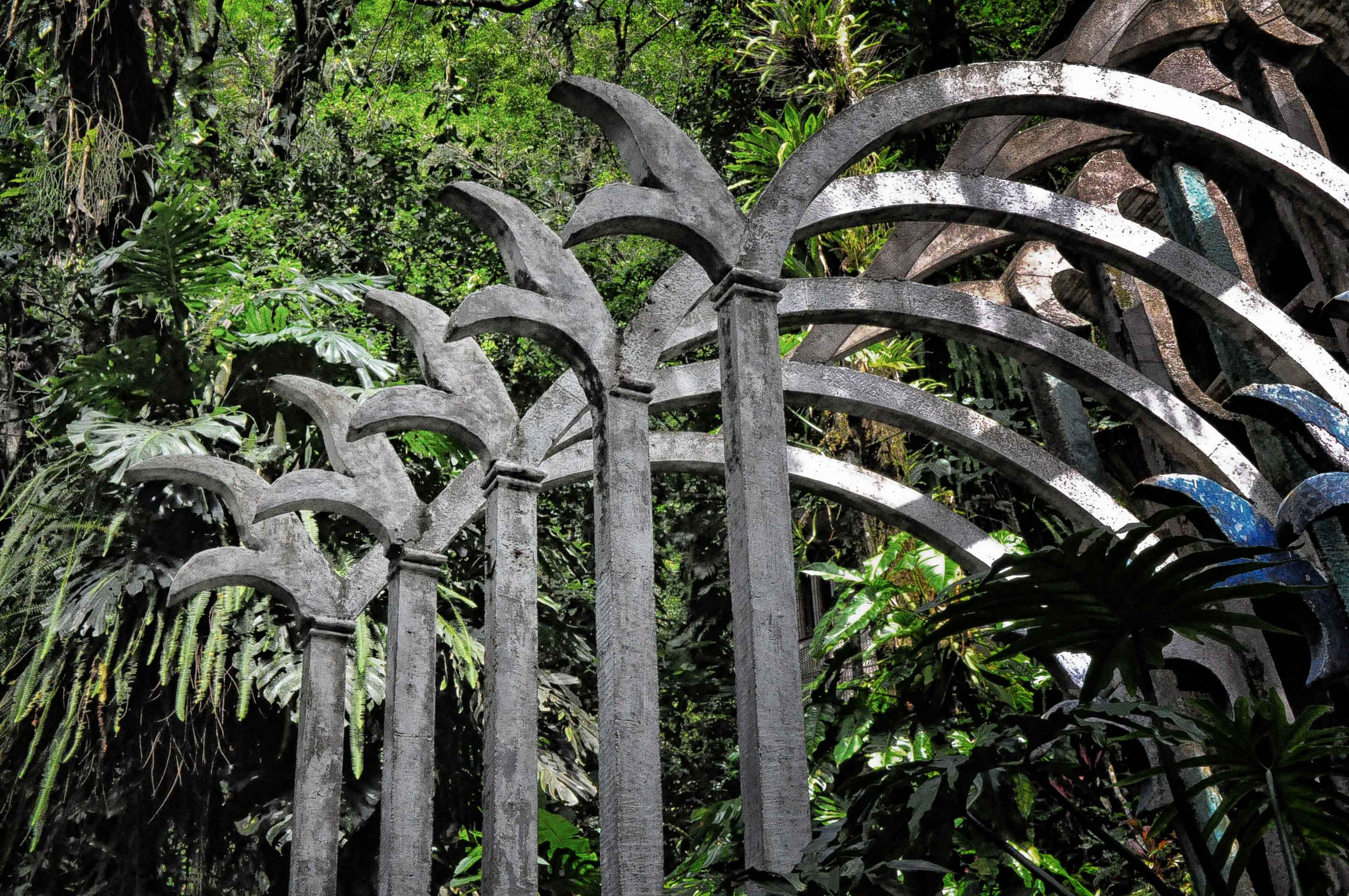

Сади відкрили для відвідування публіки у 1990 році, нині туди приїжджають близько 75 000 відвідувачів на рік. Вхід у паркову зону Лас-Посас відкритий щодня протягом усього року, з 09:00 і до заходу сонця (приблизно до 18:00). Перед початком огляду туристів просять внести невеликий благодійний внесок для підтримки цього комплексу. На його території працюють невеликий ресторан і сувенірний магазин. Вартість екскурсії становить від $ 20 до $ 26 в залежності від мови, якою гід веде екскурсію.